# Platynereis pallida
Platynereis pallida är en ringmaskart som beskrevs av Gravier 1901. Platynereis pallida ingår i släktet Platynereis och familjen Nereididae. Inga underarter finns listade i Catalogue of Life.